# Одиночки (фильм, 1992)
«Одиночки» (англ. Singles) — американский художественный фильм 1992 года в жанре романтической комедии. В картине нашла отражение повседневная жизнь представителей молодёжной гранж-субкультуры, зарождавшейся в Сиэтле в ранних 1990-х годах.

## Сюжет
Фильм повествует о жизни нескольких молодых людей, живущих в одном многоквартирном доме в Сиэтле. В центре сюжета находится развитие отношений двух пар. Официантка Джанет пытается добиться внимания со стороны многообещающего музыканта Клиффа, в то время как Линда Пауэлл и Стив Данн никак не могут разобраться в том, как же они на самом деле относятся друг к другу.

## В ролях
| Актёр          | Роль                     |
| -------------- | ------------------------ |
| Бриджит Фонда  | Джанет Ливермор          |
| Кира Седжвик   | Линда Пауэлл             |
| Скотт Кэмпбелл | Стив Данн                |
| Шейла Келли    | Дебби Хант               |
| Мэтт Диллон    | Клифф Пуансье            |
| Джим Тру-Фрост | Дэвид Бэйли              |
| Билл Пуллман   | Доктор Джеффри Джеймисон |
| Джеймс ЛеГрос  | Энди                     |
| Элли Уокер     | Пэм                      |
| Том Скерритт   | Мэр Вебер                |
| Джереми Пивен  | Дуг Хьюли                |
| Эрик Штольц    | Мим                      |
| Тим Бёртон     | Брайан                   |
| Эдди Веддер    | Эдди                     |
| Стоун Госсард  | Стоун                    |
| Джефф Амент    | Джефф                    |

## Производство
Режиссёр фильма Кэмерон Кроу написал роль Дженет Ливермор специально для Бриджит Фонды. Роль Линды Пауэлл изначально предназначалась для Дженнифер Джейсон Ли. После того, как она отказалась, среди претендентов на роль были Джоди Фостер, Мэри Стюарт Мастерсон и Робин Райт. В конечном счёте роль досталась Кире Седжвик.
В эпизодах фильма снялось множество известных американских и канадских актёров, таких как Том Скерритт, исполнивший роль мэра, Гарбер, Джаматти, Джереми Пивен, Эрик Штольц в роли мима, а также режиссёр Тим Бёртон, сыгравший хмурого режиссёра видеоклипов Брайана. Сам же Кроу снялся в роли рок-журналиста, берущего интервью у Клиффа Пуансье.
В фильме много камео-появлений музыкантов сиэтлской рок-сцены того времени, таких как Alice in Chains с песнями «It Ain’t Like That» и «Would?», Soundgarden с песней «Birth Ritual» и Тэда Дойла (вокалист групп Tad и Hog Molly). Вокалист Soundgarden Крис Корнелл появился также в эпизодической роли парня, вышедшего из дома, чтобы послушать новую магнитолу, установленную Клиффом в машину Джанет.
Роли музыкантов вымышленной группы Citizen Dick, вокалистом которой был Клифф Пуансье, сыграли участники группы Pearl Jam Эдди Веддер, Стоун Госсард и Джефф Амент. Эпизоды с их участием были сняты, когда Pearl Jam были ещё известны под названием Mookie Blaylock. Футболка с надписью Green River, которую Клифф Пуансье носит в фильме, являлась отсылкой к группе Green River, в которой некогда играли Стоун Госсард и Джефф Амент. Практически весь гардероб персонажа принадлежал Джеффу Аменту.

## Музыка
Компания Epic Soundtrax, занимавшаяся подготовкой саундтрека, добилась от киностудии Warner Bros. разрешения выпустить альбом до выхода фильма на экраны. Пластинка вышла в продажу в июне 1992 года и разошлась тиражом свыше 700 тысяч экземпляров.
В саундтрек не вошла песня «Touch Me, I’m Dick» (с англ. — «Коснись меня, я — член») в исполнении вымышленной группы Citizen Dick, являвшаяся пародией на песню «Touch Me I’m Sick» (с англ. — «Коснись меня, я болен») сиэтлской группы Mudhoney, однако гораздо позже — 18 апреля 2015 года — песня была издана отдельным синглом в рамках международного праздника День музыкального магазина